# Östlig tofstrapp
Östlig tofstrapp (Lophotis gindiana) är en fågel i familjen trappar inom ordningen trappfåglar.

## Utseende och läten
Östlig tofstrapp är en liten (54 cm) och kortbent trapp. Hanen är varmt beigebrun ovan med mörkare streck och fläckar, ljust roströd på hjässa och kinder samt svart buk och strupstreck. Den beigefärgade tofsen syns endast under spelet. Honan liknar hanen men hjässan är fläckad, den beigefärgade halsen tvärbandad och det svarta undertill begränsat till buken. I flykten syns tydligt tecknade vingpennor och en liten vit kil på täckarna. Lätena är gälla och genomträngande. Under spelet leder de till en spelflykt under vilken hanen yttrar en accelererande serie, ”kri-kri-kri...”, på slutet något avstannande.

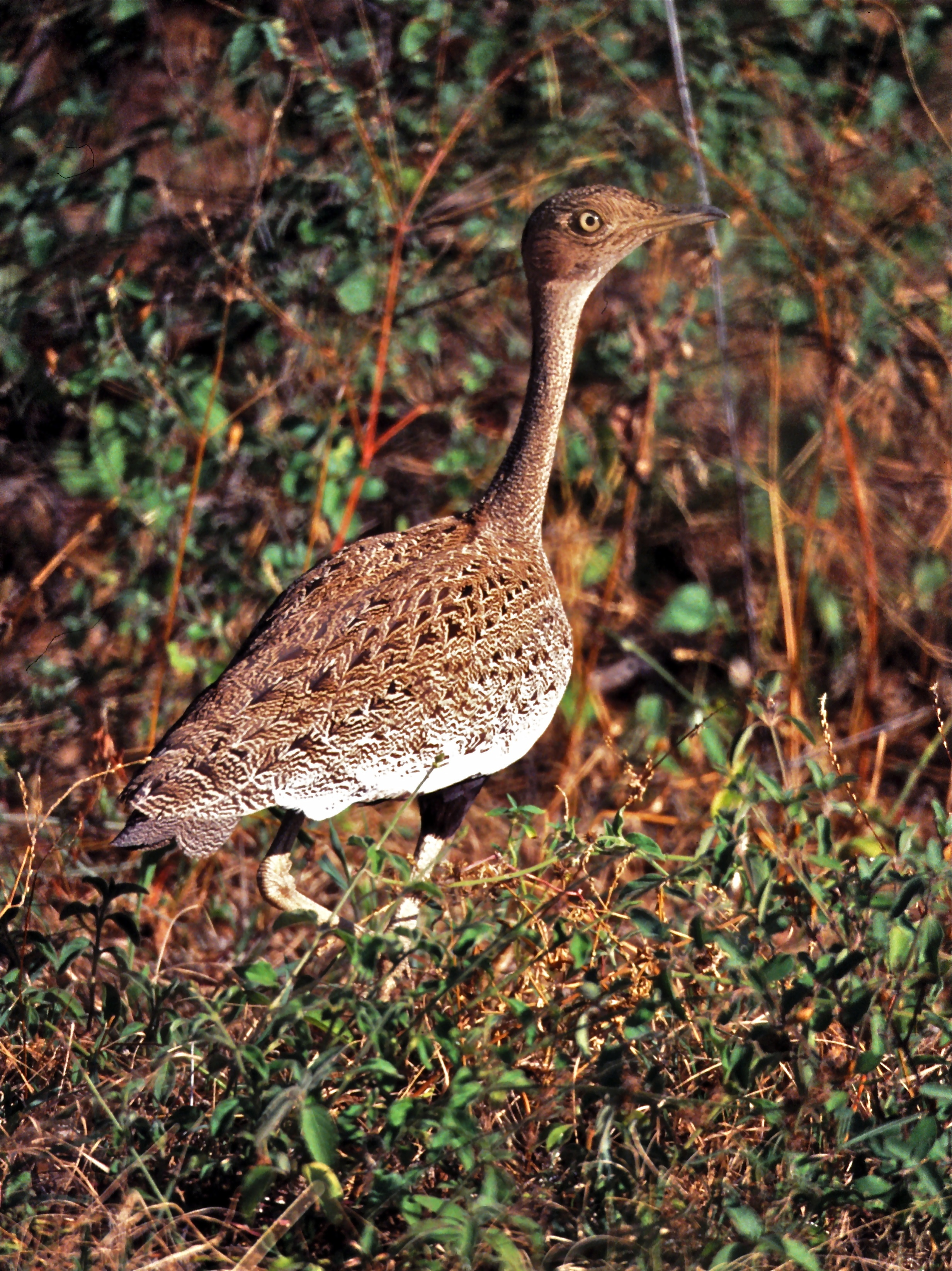

## Utbredning och systematik
Fågeln återfinns från sydöstra Sydsudan till södra Etiopien, Djibouti och Somalia till nordöstra Uganda, Kenya och norra centrala Tanzania. Den behandlas som monotypisk, det vill säga att den inte delas in i några underarter.

## Levnadssätt
Fågeln hittas enstaka och i par i torra och halvtorra buskmarker upp till 1800 meters höjd.

## Status och hot
Arten har ett stort utbredningsområde och en stor population med stabil utveckling. Utifrån dessa kriterier kategoriserar IUCN arten som livskraftig (LC).